# Dongwoon
Son Dong Woon (en hangul, 손동운; Busan, 6 de junio de 1991), más conocido por su nombre monónimo Dongwoon, es un cantante y actor surcoreano. Es miembro del grupo masculino surcoreano Highlight.

## Biografía
Es hijo del profesor Son Ilrak, tiene un hermano mayor
Asistió al "Hanyoung High School". 
El 16 de febrero de 2017 se graduó de la Universidad Dongguk (en inglés: "Dongguk University"),
Es muy buen amigo del cantante y actor surcoreano Lee Gi-kwang, también es amigo de los cantantes Jun. K, Key, Woohyun, Mir y Jeong Jin-woon, así como de las cantantes Naeun y Hayoung.
El 9 de mayo del 2019 inició su servicio militar obligatorio, el cual finalizó el 8 de diciembre de 2020.

## Carrera
Es miembro de la agencia Around Us Entertainment.
Desde 2009 forma parte de la banda surcoreana "Highlight" previamente conocida como "BEAST".
En enero de 2015 apareció nuevamente en el exitoso y popular programa de televisión de variedades surcoreano Running Man (también conocido como "Leonning maen") donde formó parte del equipo "Red Team" junto a Yoo Jae-suk, Dongwoo y Sohyun.
El 22 de mayo de 2015, Cube Entertainment reveló que Dong-woon lanzaría su primer álbum en solitario titulado "Kimishika" el 1ero. de julio del mismo año, antes de comenzar oficialmente sus promociones de debut en Japón.
En 2017 apareció en la decimocuarta temporada del programa de espectáculo de variedades "Celebrity Bromance" donde participó junto al cantante Lee Gi-kwang.
Ese mismo año aparecerá en el programa Raid the Convenience Store junto a compañero Lee Gi-kwang.
En julio de 2018 se anunció que se había unido como uno de los presentadores del programa de realidades Got Ya! GWSN.
En junio de 2022 se anunció su debut en la ficción televisiva, con el personaje de Oh Yoon, un popular autor de webtoon, en la serie de SBS Today's Webtoon.

## Filmografía

### Series de televisión
| Año  | Título          | Papel   | Canal | Notas | Ref.        |
| ---- | --------------- | ------- | ----- | ----- | ----------- |
| 2022 | Today's Webtoon | Oh Yoon | SBS   |       | [ 7 ] [ 6 ] |

### Programas de variedades
| Año              | Programa                          | Notas                                                  |
| ---------------- | --------------------------------- | ------------------------------------------------------ |
| 2022             | DoReMi Market (Amazing Saturday)  | (ep. #205) - invitado                                  |
| 2021             | Comeback Home                     | [ 9 ]                                                  |
| 2021             | Knowing Bros (Ask Us Anything)    | invitado - junto a Highlight                           |
| 2018             | Amor Feti                         | miembro y guía                                         |
| 2018             | I Will Give You a Universe        | miembro                                                |
| 2017             | Battle Trip                       | participó - junto a Doojoon, (Ep. #52-53)              |
| 2017             | Radio Star                        | invitado                                               |
| 2017             | Raid the Convenience Store        | (Ep. 1) - junto a Lee Gi-kwang                         |
| 2017             | Celebrity Bromance                | junto a Lee Gi-kwang                                   |
| 2017             | Happy Together                    | 2 episodios - (Ep. 504-505) - invitado junto a Doojoon |
| 2017             | Yoo Hee Yeol's Sketchbook         | junto a Highlight                                      |
| 2017             | Weekly Idol                       | junto a Highlight                                      |
| 2015             | Running Man                       | episodio #233                                          |
| 2015             | King of Mask Singer               | participó como el "Prince of the Sea", (ep. 19-20)     |
| 2012, 2013, 2014 | Hello Counselor                   | 4 episodios - (Ep. 88, 138, 176 y 195) - invitado      |
| 2014             | Show Time S2                      | junto a BEAST                                          |
| 2014             | Super Idol Chart Show             |                                                        |
| 2013             | I Live Alone                      | Ep. 29 - invitado                                      |
| 2012             | Let's Go! Dream Team S2           |                                                        |
| 2012             | Invincible Youth 2                |                                                        |
| 2012             | Win Win                           | junto a BEAST                                          |
| 2011             | Oh My School!                     |                                                        |
| 2011             | Exciting Cube TV                  |                                                        |
| 2010, 2012       | Idol Star Athletics Championships |                                                        |
| 2009, 2011       | Star Dance Battle                 |                                                        |
| 2010             | Shin PD Variety Show              |                                                        |
| 2010             | Idol Maid                         |                                                        |
| 2010             | MTV Beast Almighty                |                                                        |
| 2009             | MTV B2ST                          |                                                        |

### Presentador
| Año  | Programa              | Notas                                  |
| ---- | --------------------- | -------------------------------------- |
| 2018 | Got Ya! GWSN          | junto a Kim Shin-young, DinDin y Sojin |
| 2018 | School Attack         | junto a Eun Ji-won, JooE y Yerin       |
| 2018 | Music Bank            | presentador invitado                   |
| 2017 | Battle Trip           | presentador invitado (Ep. 73-74)       |
| 2017 | Weekend in the Forest |                                        |
| 2017 | Dreamstargram         |                                        |
| 2016 | Music Bank            | presentador                            |

### Teatro
| Año         | Título                     | Personaje          | Notas                                  |
| ----------- | -------------------------- | ------------------ | -------------------------------------- |
| 2018        | Altar Boyz                 | Abraham            | -                                      |
| 2017 - 2018 | Hourglass                  | Baek Jae-hee       | junto a Park Gun-hyung y Kim Woo-hyung |
| 2016        | The Great Gatsby [RE:BOOT] | Gatsby             | -                                      |
| 2012 - 2013 | Catch Me If You Can        | Frank Abagnale Jr. | -                                      |

### Anuncios
| Año             | Programa    | Notas |
| --------------- | ----------- | ----- |
| 2011 - presente | Fila Korea  |       |
| 2011 - presente | Skoolooks   |       |
| 2011 - presente | BEATOY      |       |
| 2011            | BBQ Chicken |       |
| 2011            | Tao Kae Noi |       |

### Apariciones en videos musicales
| Año | Artistas              | Canción | Notas |
| --- | --------------------- | ------- | ----- |
| -   | Dong Woon y Min Kyung | Udon    |       |